# PMR446

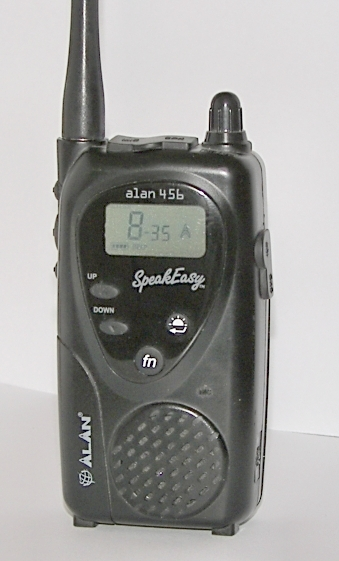
Рация класса PMR446 — «ALAN-456»

PMR (англ. Private Mobile Radio, пи-эм-эр) — европейская безлицензионная система (называемые в обиходе как PMR446) подвижной радиосвязи в УКВ-диапазоне с частотой 446,000—446,200 МГц и с максимальной выходной мощностью 0,5 Вт. Предназначена исключительно для частного использования и для удовлетворения бытовых нужд в радиосвязи широких масс населения. Является аналогом североамериканской системы FRS. В качестве вызывного канала общепринято использовать канал 8.

## Статус
Комплект радиостанций относительно дешёв и находится в широкой продаже. Радиостанции разрешены в большинстве европейских стран Директивой ERC (98)25 от ноября 1998 года, выделившей аналоговый диапазон 446,0-446,1 МГц, и последующими директивами (98)26 и (98)27 об отсутствии лицензирования и свободном распространении. Цифровой диапазон 446,1-446,2 МГц добавлен Директивой ECC (05)02 от октября 2005 года для использования цифровыми радиостанциями DMR и dPMR.
В июле 2015, Директива ECC 15(05) расширила аналоговый и цифровой диапазоны до 16 каналов, разрешив аналоговое кодирование в цифровом диапазоне 446,1-446,2 МГц с января 2016, и разрешив цифровое кодирование в аналоговом диапазоне 446,0-446,1 МГц с января 2018 года.

## Частотный ресурс

### Аналоговый FM и цифровой TDMA
Для аналоговой частотной модуляции и для цифровой модуляции DMR Tier 1 (множественный доступ с разделением по времени) выделены 16 частотных каналов с «полосой» в 12,5 КГц каждый, со сдвигом на «половину полосы» (6,25 КГц) от начала диапазона. Для аналоговой модуляции допускается использование пилот-сигнала, аналоговой системы CTCSS или цифровой системы шумоподавления DCS.
В цифровой модуляции используется 4-уровневое кодирование FSK (частотная манипуляция) на скорости 3,6 кбит/с.
До января 2018 для цифровой модуляции были разрешены только верхние 8 каналов; до января 2015 года для аналоговой модуляции были разрешены только 8 нижних каналов.
По состоянию на февраль 2023 года в Российской Федерации разрешены только каналы с 1 по 8..
| Канал | Частота, МГц (шаг = 12,5 КГц) |
| ----- | ----------------------------- |
| 1     | 446,00625                     |
| 2     | 446,01875                     |
| 3     | 446,03125                     |
| 4     | 446,04375                     |
| 5     | 446,05625                     |
| 6     | 446,06875                     |
| 7     | 446,08125                     |
| 8     | 446,09375                     |
| 9     | 446,10625                     |
| 10    | 446,11875                     |
| 11    | 446,13125                     |
| 12    | 446,14375                     |
| 13    | 446,15625                     |
| 14    | 446,16875                     |
| 15    | 446,18125                     |
| 16    | 446,19375                     |

- 8 канал с субтоном 8 (88,5 Гц) может быть использован как вызывной, а также в такой конфигурации могут работать различные симплексные ретрансляторы и интернет-шлюзы.

- 6 канал без субтонов туристы используют для связи между группами во многих регионах.
- 2 канал без субтонов используют для связи автолюбители.

### ЦифровойFDMA
Для цифровой модуляции dPMR446 (множественный доступ с разделением по частоте) выделены 32 частотных каналов с «полосой» в 6,25 КГц каждый; используется 4-уровневое кодирование FSK (частотная манипуляция) на скорости 3,6 кбит/с.
По состоянию на конец февраля 2021 года в Российской Федерации разрешены только нижние 16 каналов.
| Канал | Частота, МГц (шаг = 6,25 КГц) |
| ----- | ----------------------------- |
| 1     | 446,003125                    |
| 2     | 446,009375                    |
| 3     | 446,015625                    |
| 4     | 446,021875                    |
| 5     | 446,028125                    |
| 6     | 446,034375                    |
| 7     | 446,040625                    |
| 8     | 446,046875                    |
| 9     | 446,053125                    |
| 10    | 446,059375                    |
| 11    | 446,065625                    |
| 12    | 446,071875                    |
| 13    | 446,078125                    |
| 14    | 446,084375                    |
| 15    | 446,090625                    |
| 16    | 446,096875                    |
| 17    | 446,103125                    |
| 18    | 446,109375                    |
| 19    | 446,115625                    |
| 20    | 446,121875                    |
| 21    | 446,128125                    |
| 22    | 446,134375                    |
| 23    | 446,140625                    |
| 24    | 446,146875                    |
| 25    | 446,153125                    |
| 26    | 446,159375                    |
| 27    | 446,165625                    |
| 28    | 446,171875                    |
| 29    | 446,178125                    |
| 30    | 446,184375                    |
| 31    | 446,190625                    |
| 32    | 446,196875                    |

### Технические требования
| Наименование характеристики                                            | Значение характеристики        |
| ---------------------------------------------------------------------- | ------------------------------ |
| Тип радиосвязи                                                         | Симплекс                       |
| Эффективная излучаемая мощность (ЭИМ) не более, Вт                     | 0,5                            |
| Максимальная девиация частоты, кГц                                     | 2,5                            |
| Класс излучения передатчика                                            | 12К5F3E                        |
| Шаг сетки, кГц                                                         | 12,5                           |
| Номиналы частот, МГц                                                   | 446,00625 + 0,0125*n где n=0…7 |
| Ширина полосы излучения передатчика на уровне, кГц –3 дБ –30 дБ –60 дБ | 12,5 15 22                     |
| Уровень побочных излучений передатчика не более, мкВт                  | 0,25                           |
| Относительная нестабильность частоты передатчика                       | 3⋅10−6                         |
| Тип антенны                                                            | Интегрированная                |
| Максимальное время непрерывной передачи, с                             | 180                            |

| Наименование характеристики                                                         | Значение характеристики                                                            |
| ----------------------------------------------------------------------------------- | ---------------------------------------------------------------------------------- |
| Тип радиосвязи                                                                      | Симплекс(речь и данные)                                                            |
| Эффективная излучаемая мощность (ЭИМ) не более, Вт                                  | 0,5                                                                                |
| Шаг сетки, кГц                                                                      | 6,25 и 12,5                                                                        |
| Номиналы частот, МГц - для канала 6,25 кГц - для канала 12,5 кГц                    | 446,003125 + 0,00625*n, где n=0…15 446,00625 + 0,0125*n где n=0…7                  |
| Нестабильность частоты передатчика, кГц - для канала 6,25 кГц - для канала 12,5 кГц | 1,5 2,5                                                                            |
| Уровень излучения в соседнем канале, дБ                                             | -60                                                                                |
| Уровень излучения в канале, следующем за соседним каналом, дБ                       | -70                                                                                |
| Нежелательные излучения в области побочных излучений                                | 0,25 мкВт (-36 дБм) в диапазоне 30 МГц-1 ГГц; 1 мкВт (-30 дБм) в диапазоне 1-4 ГГц |
| Тип антенны                                                                         | Интегрированная                                                                    |
| Максимальное время непрерывной передачи, с                                          | 180                                                                                |

## PMR в России
В ноябре 2005 года Государственной Комиссией по радиочастотам было принято решение о выделении полосы радиочастот 446,0000—446,1000 МГц для портативных радиостанций.  Решение действовало до 2015 года.
В октябре 2015 года решение продлено до 2025 года, никаких изменений по существу не вносилось.
В июле 2020 года внесен ряд изменений:
- Актуализировано отсылка на Решение ЕС (15)05 "Гармонизированный диапазон частот 446,0-446,2 МГц, технические характеристики, освобождение от индивидуального лицензирования, свободное перемещение и использование аналоговых и цифровых применений PMR 446".
- Радиостанции разделены на аналоговые и цифровые, создано отдельное Приложение 2 для цифровых радиостанций

Таким образом, с самого начала и по состоянию на февраль 2023 года, в Российской Федерации разрешено использование только частот 446,0000—446,1000 МГц (нижняя половина международного PMR диапазона).

## Каналы
- 8 канал с субтоном 8 (88,5 Гц) может быть использован как вызывной, а также в такой конфигурации могут работать различные симплексные ретрансляторы и интернет-шлюзы.

- 6 канал без субтонов туристы используют для связи между группами во многих регионах.
- 2 канал без субтонов используют для связи автолюбители.

## Дальность действия радиостанции
Зависит от особенностей местности и обеспечивает радиосвязь в радиусе до нескольких километров (в условиях прямой видимости); в городских условиях (строения, железобетонные конструкции, электромагнитное поле) радиус действия радиостанции может быть существенно ограничен.
Известен случай приёма сигналов радиостанции на удалении 535,8 км (Великобритания-Нидерланды). Правда, это исключение из правил, которое обусловлено возникшим прохождением радиоволн на дальние расстояния. Для данного диапазона частот это — редчайшее явление.
Для установления радиосвязи между такими радиостанциями на максимальном расстоянии потребуется прямая видимость между ними, например, нахождение радиооператоров на возвышенностях или на крышах высотных зданий или сооружений. Теоретически, пилотируемый воздушный шар, самолёт или МКС будут неплохо слышать вас на значительных расстояниях. Это подтверждается практикой радиолюбителей, которые широко используют находящийся рядом любительский диапазон 430—440 МГц для проведения радиосвязей через космические аппараты, в том числе и с использованием простых портативных радиостанций небольшой (до 5 Ватт) мощности.